# Лю Цзунъюань
Лю Цзунъюа́нь (кит. 柳宗元, пиньинь Liǔ Zōngyuán; 773 — 819) — китайский философ и писатель эпохи Тан, один из Восьми деятелей эпох Тан и Сун. Пять стихотворений вошли в антологию Триста танских поэм.

## Биография
Его предки происходили из округа Хэдун, но сам он родился уже в столичном Чанъане. Делал вполне успешную карьеру при дворе, но в 805 году был сослан в Хунань, а затем в Гуанси за высказывание реформаторских взглядов. Вместе с Хань Юем ратовал за возврат к языку и стилю древних. Философские взгляды Лю Цзунъюаня изложены им в «Ответах на „Вопросы к небу“», «Суждении о небе», «Суждении о жертвах духам» и других трудах. Из его литературных сочинений наиболее известными были басни и притчи, пейзажные зарисовки, путевые записки.
На кончину Лю Цзунъюаня Хань Юй откликнулся эпитафией.

## Идеология
Выступал противником теистического понимания концепции Небесного мандата.
     В области натурфилософии исходил из существования предвечной мировой субстанции - "изначальной пневмы"元气 (юань ци), из которой рождается все сущее. Отрицал существование какого-либо "суверена" 主权 (чжу цзай), господствующего над "изначальной пневмой". В своих рассуждениях, утверждал, что Небо 天 (тянь) – является безграничным универсумом, который не наказывает, и не поощряет. Небо и Земля, "изначальная пневма", силы инь-ян суть природные начала, не обладающие волей; и достижениями, и неудачами человек обязан себе ("Тянь шо"). Небо представляет только природные процессы (рождение, рост, разрушение, гибель), тогда как человек - социальные (законодательное упорядочение и смуты). Лю Цзунъюань отрицал зависимость человеческой судьбы ("предопределения" - 命 мин) от Неба и каких-либо высших существ: "Имеющий достаточно сил надеется на людей; не имеющий достаточно сил надеется на духов" ("Фэй Го юй").
Утверждал, что развитие человеческого общества, не шло по замыслу свыше. Следовало только человеческим потребностям. Взгляды Лю Цзунъюаня на исторический процесс подразумевали некое прогрессивное развитие социума.  Лю Цзунъюань считал, что только мудрый правитель может наладить общественный порядок, соединив управление-власть с гуманностью и мудростью. Лю активно поддерживал движение за "возрождение" древнего литературного стиля.  Он рассматривал "три учения" - конфуцианство, даосизм и буддизм как не противоречащие друг другу. Это было необычно для мыслителя его круга. Основные его произведениями в жанре гувэнь были:
· «Чжун шу Го то-то чжуань" 種樹郭橐駝傳 («Садовник Го-Верблюд»),
· «Цзы-жэнь чжуань»  («Рассказ о плотнике»),
· «Бу шэ чжэ шо»  捕蛇者说 («Слово об охотнике за змея).
Формулирует обязанность правителя быть «слугой народу, не помыкать народом как слугой».  Стилистические зарисовки Лю Цзунъюаня наполнены гуманистической мыслью - сделать жизнь человека такой же гармоничной и красивой, как природа.

## Отражение в языке
В китайском языке есть два похожих чэнъюя: «гуйчжоуский осёл исчерпал свои возможности» (кит. 黔驴技穷), образно означающий, что использованы немногие имевшиеся хитрости; и «возможности гуйчжоуского осла» (кит. 黔驴之技), означающий что-либо не настолько грозное, как кажется, или что способности ограничены. Они происходят из басни «Гуйчжоуский осёл» (кит. 黔之驴), помещённой в книге «Сань цзе» (кит. 三戒) Лю Цзунъюаня. Согласно ей, в провинции Гуйчжоу не было ослов, и однажды местный житель привёз это животное. Не найдя ослу применения, человек пустил его гулять под гору. Тигр, впечатлённый величиной и криком осла, сначала держался от него подальше. Но потом осмелел и приблизился к ослу, а тот лишь лягнул его. Тигр, поняв, что осёл слаб, съел его.

## Публикации на русском языке
- Хань Юй, Лю Цзун-юань. Избранное. Москва: Художественная литература, 1979